# Mary Rega Molina
Mary Rega Molina de Méndez Caldeira (12 de noviembre de 1895, San Nicolás de los Arroyos – 31 de julio de 1960, Buenos Aires) fue una poeta, escritora y docente argentina. Dio clases en el Instituto Nacional de Ciegos. Integró diversas asociaciones católicas, incluyendo la Asociación de Escritoras y Publicistas Católicas. Colaboró en diarios y revistas de la época. Fue la hermana de Horacio Rega Molina. También fue amiga de otras escritoras, como Alfonsina Storni y Beatriz Eguía Muñoz.

## Obras

### Poemas
- Canto llano (1929).
- Anunciación (1930).
- Ex voto (1931).
- Retablo (1934).
- Cancionero (1936).
- Árbol de Navidad (1938).
- Paisajes (1938).

### Prosa
- El canto de los hijos.
- Canto a la escuela.
- Obra de María Auxiliadora.
- San Francisco y las florecillas.
- Cantos del desvelo.
- Vocación.
- Canciones para mi niña negra.